# Ehregutaplatz 8 (Bregenz)

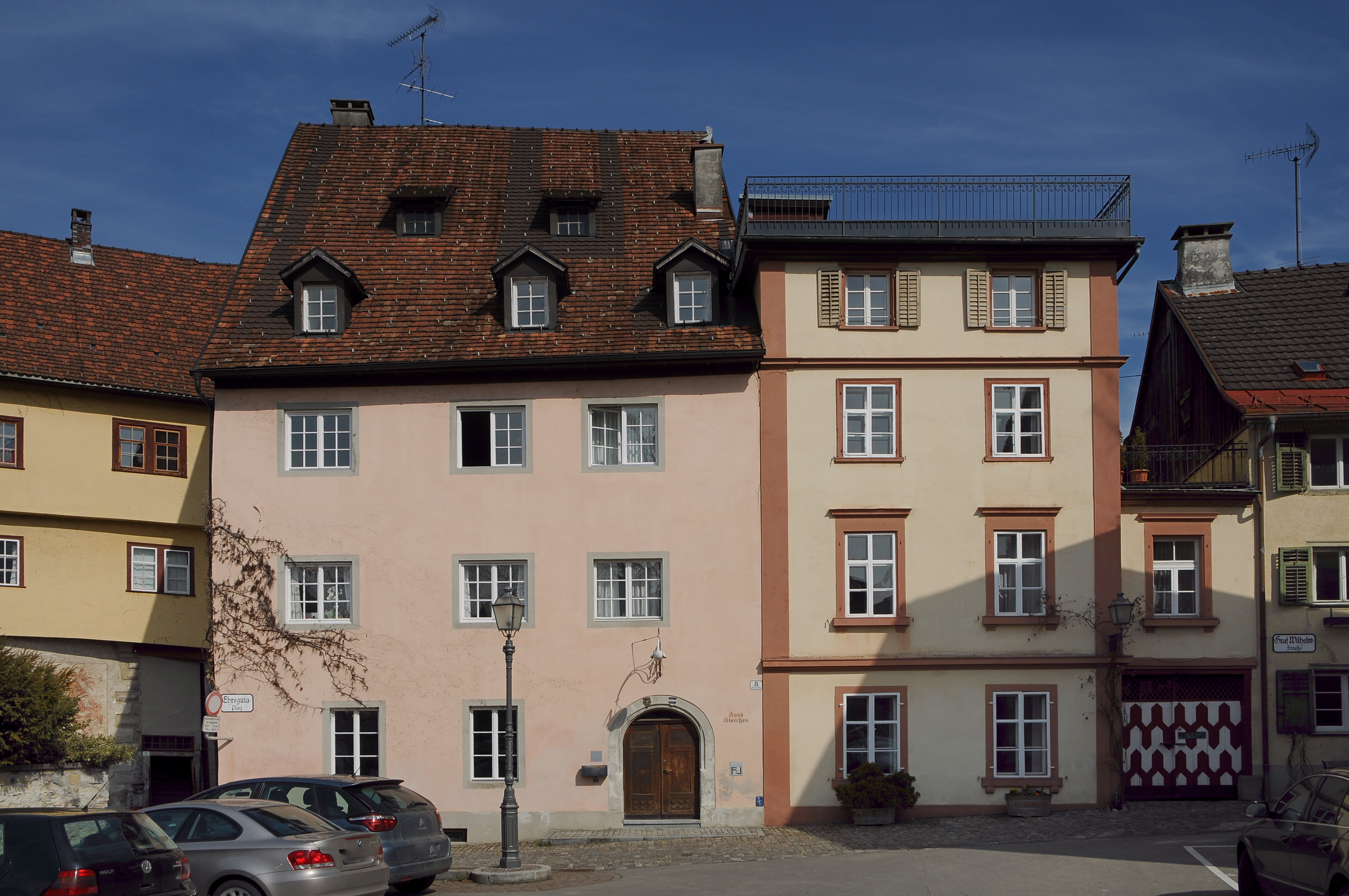
Ehregutaplatz 8

Das Haus Ehregutaplatz 8 ist ein Wohnhaus in der Oberstadt von Bregenz. Das Bauwerk steht unter Denkmalschutz (Listeneintrag).

## Geschichte
Das Wohnhaus stammt im Kern aus dem 15. oder 16. Jahrhundert. Der viergeschoßige Anbau stammt aus jüngerer Zeit. In früherer Zeit wurde das Haus als „Gasthaus Zum Storchen“ genutzt.

## Architektur
Das dreigeschoßige Wohnhaus mit Rollsteinmauerwerk hat ein steiles Satteldach mit Schlepp- und Giebelgaupen. Das Sandsteinportal ist spätgotisch. Der Anbau ist viergeschoßig.